# セオドア・ローザック

セオドア・ローザック（Theodore Roszak, 1933年11月15日 - 2011年7月5日）はアメリカ合衆国の歴史学者、カリフォルニア州立大学イーストベイ校の歴史学名誉教授、小説家。1968年の論文『対抗文化の思想―若者は何を創りだすか』においてよく知られる。

## 経歴
カリフォルニア大学ロサンゼルス校で学士号を取得し、プリンストン大学で歴史学の博士号を取得した。イーストベイ校（かつてのヘイワード校）に移るまで、スタンフォード大学、ブリティッシュコロンビア大学、サンフランシスコ州立大学で教鞭を執っていた。
1968年、1960年代のヨーロッパと北アメリカにおけるカウンターカルチャーに対する考察を記した論文『対抗文化の思想―若者は何を創りだすか』によって一躍脚光を浴びる。
妻ベティと共にアンソロジーMasculine/Feminine: Essays on Sexual Mythology and the Liberation of Women (1969)も出版している。
ノンフィクション以外に、小説家としても活動しており『フリッカー、あるいは映画の魔』や、1995年ジェイムズ・ティプトリー・ジュニア賞を受賞したThe Memoirs of Elizabeth Frankensteinなどの作品がある。